# Bengt Karlsson (arkitekt)
Bengt Olof Karlsson, född 4 september 1912 i Stockholm, död 14 juni 1980 i Stockholm, var en svensk arkitekt.

## Biografi

### Arkitekt
Karlsson, som var son till byråingenjör Karl Johan Karlsson och Ingrid Lindström, avlade studentexamen i Stockholm 1931, utexaminerades från Kungliga Tekniska högskolan 1939 och avlade reservofficersexamen 1940. Han var anställd hos arkitekt Hakon Ahlberg 1939, på HSB:s arkitektkontor 1939–1964 och därefter på Åke Öströms Arkitektkontor AB. Han bedrev även egen arkitektverksamhet från 1960. Han ritade bland annat bostadscenter, villor och radhus. Bland bostadsområden kan nämnas kvarteret Glasteglet med Konsumaffär vid Skärlingebacken i Bandhagen som han ritade på 1950-talet tillsammans med Curt Strehlenert under sin tid vid HSB:s arkitektkontor. 

### Idrottsman
Karlsson ägnade sig även åt gymnastik; han blev svensk mästare i grenhopp 1941 och utnämndes till "stor grabb".

## Bilder, arbeten i urval

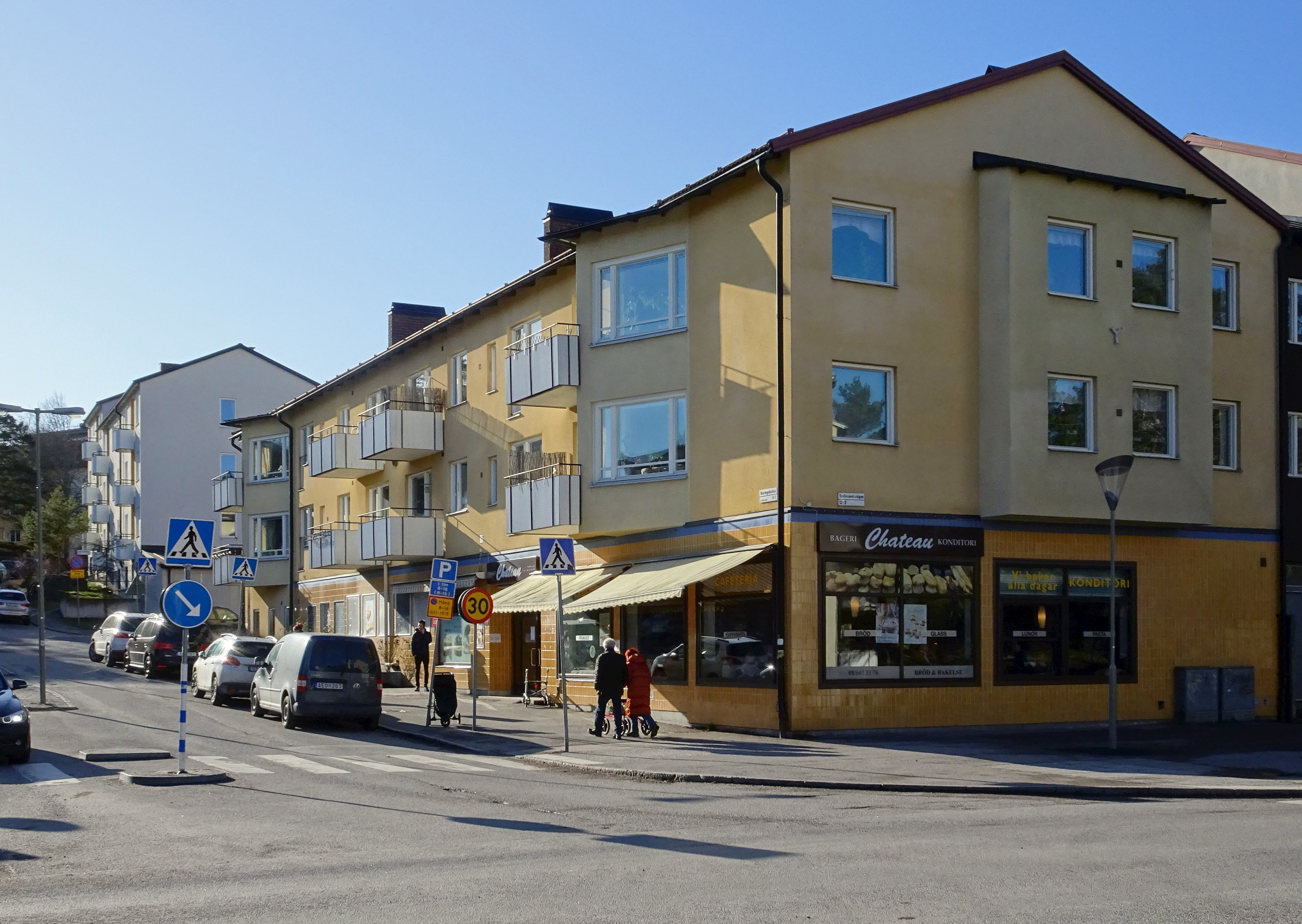
Före detta Konsumaffär vid Skärlingebacken i Bandhagens centrum.
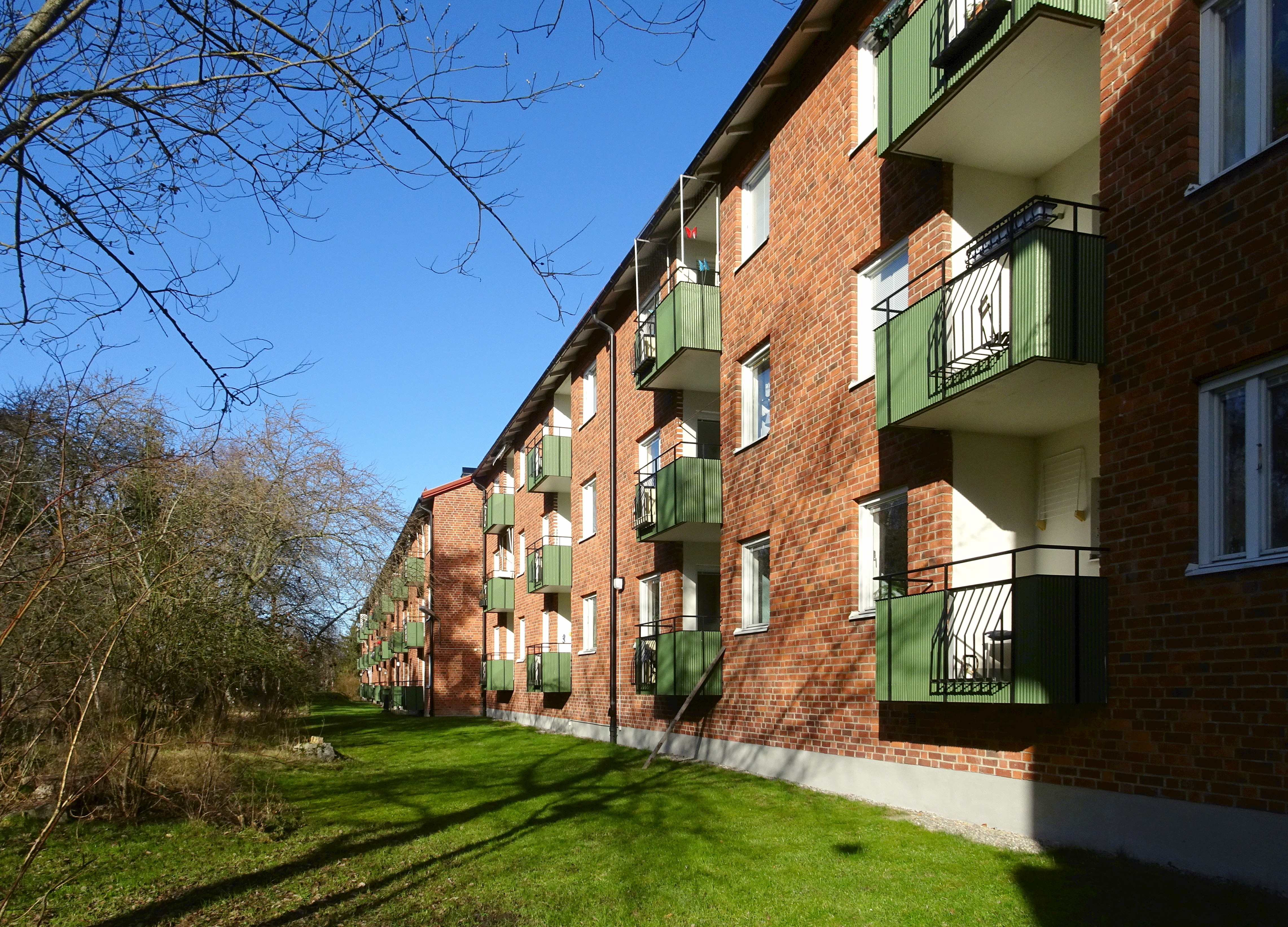
Smalhus i rött fasadtegel vid Fågelstavägen i Bandhagen.